# Ctenus abditus
Ctenus abditus är en spindelart som beskrevs av L. des Arts 1912. Ctenus abditus ingår i släktet Ctenus och familjen Ctenidae. Inga underarter finns listade i Catalogue of Life.